# Badminton-Seniorenweltmeisterschaft 2011
Die Badminton-Seniorenweltmeisterschaft 2011 fand vom 21. bis zum 27. August 2011 in Richmond statt.

## Sieger und Platzierte 35+
| Disziplin    | Gold                            | Silber                            | Bronze                           |
| ------------ | ------------------------------- | --------------------------------- | -------------------------------- |
| Herreneinzel | Tjitte Weistra                  | Carsten Loesch                    | Alexander Schulz                 |
| Herreneinzel | Tjitte Weistra                  | Carsten Loesch                    | Jim Ronny Andersen               |
| Dameneinzel  | Renu Chandrika Hettiarachchige  | Charmaine Reid                    | Natalja Golovkina                |
| Dameneinzel  | Renu Chandrika Hettiarachchige  | Charmaine Reid                    | Suneeta Khare                    |
| Herrendoppel | Masaharu Ito Masafumi Yoshikawa | Morten Aarup Carsten Loesch       | Tushan da Silva Stanley Dee      |
| Herrendoppel | Masaharu Ito Masafumi Yoshikawa | Morten Aarup Carsten Loesch       | Stefan Schrader Alexander Schulz |
| Damendoppel  | Milaine Cloutier Charmaine Reid | Elena Alekseeva Natalja Golovkina | Reiko Nagaharu Akiko Ueda        |
| Damendoppel  | Milaine Cloutier Charmaine Reid | Elena Alekseeva Natalja Golovkina | Kazumi Kimura Yasuyo Yamasaki    |
| Mixed        | André Bertko Silke Schneider    | Carsten Loesch Milaine Cloutier   | Kei Hamaji Reiko Nagaharu        |
| Mixed        | André Bertko Silke Schneider    | Carsten Loesch Milaine Cloutier   | Eric Nilsson Si-an Deng          |

## Sieger und Platzierte 40+
| Disziplin    | Gold                               | Silber                   | Bronze                                 |
| ------------ | ---------------------------------- | ------------------------ | -------------------------------------- |
| Herreneinzel | Liu En-hung                        | Wu Chang-jun             | Yoseph Phoa                            |
| Herreneinzel | Liu En-hung                        | Wu Chang-jun             | Jyri Aalto                             |
| Dameneinzel  | Akiko Ueda                         | Silke Schneider          | Betty Blair                            |
| Dameneinzel  | Akiko Ueda                         | Silke Schneider          | Elizabeth Austin                       |
| Herrendoppel | Chris Hunt Nick Ponting            | Liu En-hung Wu Chang-jun | Chatchai Boonmee Narutum Surakkhakartn |
| Herrendoppel | Chris Hunt Nick Ponting            | Liu En-hung Wu Chang-jun | Lars Steenberg Anders Steenkjær        |
| Damendoppel  | Tracey Middleton Joanne Muggeridge | Betty Blair Tracy Dineen | Elizabeth Austin Gitte Kruse           |
| Damendoppel  | Tracey Middleton Joanne Muggeridge | Betty Blair Tracy Dineen | Karline Gesrel Therese Jerome          |
| Mixed        | Nick Ponting Julie Bradbury        | Chris Hunt Tracy Dineen  | Mark Golds Elizabeth Austin            |
| Mixed        | Nick Ponting Julie Bradbury        | Chris Hunt Tracy Dineen  | Bryan Blanshard Denyse Julien          |

## Sieger und Platzierte 45+
| Disziplin    | Gold                                       | Silber                       | Bronze                                            |
| ------------ | ------------------------------------------ | ---------------------------- | ------------------------------------------------- |
| Herreneinzel | Bernd Schwitzgebel                         | Martin Quist                 | Stefan Sjöö                                       |
| Herreneinzel | Bernd Schwitzgebel                         | Martin Quist                 | Heikki Väisänen                                   |
| Dameneinzel  | Kumiko Kushiyama                           | Chika Tanifuji               | Lone Hagelskjær Knudsen                           |
| Dameneinzel  | Kumiko Kushiyama                           | Chika Tanifuji               | Claire Allison                                    |
| Herrendoppel | Wattana Ampunsuwan Surachai Makkasasithorn | Jon Austin Mark Golds        | Stefan Sjöö Erik Söderberg                        |
| Herrendoppel | Wattana Ampunsuwan Surachai Makkasasithorn | Jon Austin Mark Golds        | Chen Kang Hung Chiu-Chung                         |
| Damendoppel  | Feng Mei-ying Kang Chia-yi                 | Claire Allison Evonne Whelan | Kumiko Kushiyama Chika Tanifuji                   |
| Damendoppel  | Feng Mei-ying Kang Chia-yi                 | Claire Allison Evonne Whelan | Lone Hagelskjær Knudsen Jeanette Koldsø           |
| Mixed        | Chen Kang Feng Mei-ying                    | Erik Söderberg Anki Gunners  | Narong Vanichitsarakul Jhuthatip Apitwatthanawong |
| Mixed        | Chen Kang Feng Mei-ying                    | Erik Söderberg Anki Gunners  | Jon Austin Elaine Meagher                         |

## Sieger und Platzierte 50+
| Disziplin    | Gold                            | Silber                       | Bronze                        |
| ------------ | ------------------------------- | ---------------------------- | ----------------------------- |
| Herreneinzel | Chang Wen-sung                  | Wong Loke Poh                | Keith Priestman               |
| Herreneinzel | Chang Wen-sung                  | Wong Loke Poh                | Geir Arnevik                  |
| Dameneinzel  | Denyse Julien                   | Svetlana Zilberman           | Heidi Bender                  |
| Dameneinzel  | Denyse Julien                   | Svetlana Zilberman           | Mary-Jo Randall               |
| Herrendoppel | Eric Plane Roger Taylor         | Chris Dorey Reed Sumida      | David Gribble Alan Wilson     |
| Herrendoppel | Eric Plane Roger Taylor         | Chris Dorey Reed Sumida      | Toshiyuki Kamiya Hisao Ochiai |
| Damendoppel  | Heidi Bender Svetlana Zilberman | Sue Coulson Pauline Williams | Kumiko Yamamoto Hiroko Yuyama |
| Damendoppel  | Heidi Bender Svetlana Zilberman | Sue Coulson Pauline Williams | Toshiko Sato Kayoko Ueda      |
| Mixed        | Chang Wen-sung Lee Mei-ying     | Sajjad Malik Penny Parkes    | Keith Priestman Susan Rogers  |
| Mixed        | Chang Wen-sung Lee Mei-ying     | Sajjad Malik Penny Parkes    | Jesper Schou Heidi Bender     |

## Sieger und Platzierte 55+
| Disziplin    | Gold                                     | Silber                      | Bronze                         |
| ------------ | ---------------------------------------- | --------------------------- | ------------------------------ |
| Herreneinzel | Vladimir Koloskoc                        | Uun Santosa                 | Tariq Farooq                   |
| Herreneinzel | Vladimir Koloskoc                        | Uun Santosa                 | Surapong Suharitdumrong        |
| Dameneinzel  | Wei Jian Wilson                          | Anne-Lise Pedersen          | Siew Har Hong                  |
| Dameneinzel  | Wei Jian Wilson                          | Anne-Lise Pedersen          | Marcia Jackson                 |
| Herrendoppel | Jiamsak Panitchaikul Taveesup Waranusast | Rob Ridder Uun Santosa      | Peter Emptage Bill Hamblett    |
| Herrendoppel | Jiamsak Panitchaikul Taveesup Waranusast | Rob Ridder Uun Santosa      | Henrik Fahrenholz Jeppe Jepsen |
| Damendoppel  | Susanne Berg Marjan Ridder               | Lin Shuo Yang Chi-mei       | Kimiko Tsuchiya Mieko Yamamoto |
| Damendoppel  | Susanne Berg Marjan Ridder               | Lin Shuo Yang Chi-mei       | Teiko Takura Nobuko Yashiro    |
| Mixed        | Rob Ridder Marjan Ridder                 | Peter Emptage Pamela Dallow | Bill Metcalfe Sally Dakin      |
| Mixed        | Rob Ridder Marjan Ridder                 | Peter Emptage Pamela Dallow | Lin Jeng-chen Yang Chi-mei     |

## Sieger und Platzierte 60+
| Disziplin    | Gold                                  | Silber                            | Bronze                           |
| ------------ | ------------------------------------- | --------------------------------- | -------------------------------- |
| Herreneinzel | Hubert Miranda                        | Christian Hansen                  | Ian Bishop                       |
| Herreneinzel | Hubert Miranda                        | Christian Hansen                  | Terje Dag Østhassel              |
| Dameneinzel  | Jette Nielsen                         | Yasuko Kataito                    | Setsuko Sasaki                   |
| Dameneinzel  | Jette Nielsen                         | Yasuko Kataito                    | Sayoko Maeda                     |
| Herrendoppel | Seri Chintanaseri Chaisak Thongdejsri | Graham Holt Brian Wright          | Arne Gjelstrup Christian Hansen  |
| Herrendoppel | Seri Chintanaseri Chaisak Thongdejsri | Graham Holt Brian Wright          | Ong Sin Oong Woon Tong Yeong     |
| Damendoppel  | Eileen Carley Sue Ely                 | Sumiko Kaneko Yuriko Okemoto      | Kiyoko Furuhashi Akiko Nikaido   |
| Damendoppel  | Eileen Carley Sue Ely                 | Sumiko Kaneko Yuriko Okemoto      | Sue Dommeyer Rose Lei            |
| Mixed        | Brian Wright Sue Ely                  | Masaki Furuhashi Kiyoko Furuhashi | Graham Holt Sue Camblin          |
| Mixed        | Brian Wright Sue Ely                  | Masaki Furuhashi Kiyoko Furuhashi | Christian Hansen Gitte Rasmussen |

## Sieger und Platzierte 65+
| Disziplin    | Gold                           | Silber                        | Bronze                        |
| ------------ | ------------------------------ | ----------------------------- | ----------------------------- |
| Herreneinzel | Tony Knott                     | Viktor Babenko                | Jim Garrett                   |
| Herreneinzel | Tony Knott                     | Viktor Babenko                | Ray Sharp                     |
| Dameneinzel  | Renate Gabriel                 | Viviane Bonnay                | Beryl Goodall                 |
| Dameneinzel  | Renate Gabriel                 | Viviane Bonnay                | Hilde Kreulitsch              |
| Herrendoppel | Bob Cook Andy Gouw             | Akira Hirota Shinjiro Matsuda | Michael Coley Harry Shadwick  |
| Herrendoppel | Bob Cook Andy Gouw             | Akira Hirota Shinjiro Matsuda | Jim Garrett Ray Sharp         |
| Damendoppel  | Kaya Garbrecht Grete Steenberg | Renate Gabriel Elvira Richter | Brenda Andrew Beryl Goodall   |
| Damendoppel  | Kaya Garbrecht Grete Steenberg | Renate Gabriel Elvira Richter | Victoria Betts Barbara Gibson |
| Mixed        | Ken Tantum Joanna Elson        | David Niven Sanne Dryborough  | Ray Sharp Barbara Gibson      |
| Mixed        | Ken Tantum Joanna Elson        | David Niven Sanne Dryborough  | Harry Shadwick Brenda Andrew  |

## Sieger und Platzierte 70+
| Disziplin    | Gold                          | Silber                         | Bronze                  |
| ------------ | ----------------------------- | ------------------------------ | ----------------------- |
| Herreneinzel | Erling Jensen                 | Daryl Bissell                  | Di Hui Liew             |
| Herreneinzel | Erling Jensen                 | Daryl Bissell                  | James Duberry           |
| Dameneinzel  | Gerda Ochudlo                 | Pat Davison                    | -                       |
| Herrendoppel | Daryl Bissell Darryl Knott    | Jørn Gilsaa Helmuth Kreulitsch | Gordon Pearman Jeff Yau |
| Damendoppel  | Doreen Elvedahl Jessie Rogers | Pat Davison Margaret Hudson    | -                       |
| Mixed        | Darryl Knott Pat Davison      | Berthold Hoertz Gerda Ochudlo  | -                       |